# Инфосистемы Джет
Инфосистемы Джет — российская ИТ-компания, системный интегратор в сфере информационных технологий. В 2021 году занимала четвёртое место на рынке ИТ-услуг России (в 2020-м — пятое) и 12-е место среди крупнейших ИТ-компаний России (в 2020-м — 14-е). Лидер на рынке сетевого консалтинга и интеграции, а также на рынке аутсорсинга ИТ и ИБ, входит в тройку крупнейших игроков на рынке развертывания и поддержки оборудования и в ТОП-600 крупнейших компаний России по объему реализации продукции по версии ИД «Коммерсантъ» (на 2020 год — 551-е место). Выручка в 2021 году — 36,9 млрд руб. Основана в 1991 году.

## Деятельность
Выручка в 2021 году — 36,9 млрд руб. (рост за год 18%), в 2020 году — 31,3 млрд руб..
По информации издания «Ведомости», «Инфосистемы Джет» ежегодно реализуют более тысячи крупных ИТ-проектов. Среди стратегических партнёров компании – производитель ИТ-решений Huawei.
Входит в десятку крупнейших поставщиков ИТ для банковского сектора. Доля банковских проектов в структуре выручки составила по итогам 2019 года 46%. Среди клиентов — Росбанк (в 2021 году совместно с «Инфосистемы Джет» внедрил систему sGRC на базе платформы RSA Archer), группа ВТБ (в начале 2018 года совместно с «Инфосистемы Джет» перевела 14 тыс. своих сотрудников на виртуальные рабочие места).
Один из наиболее крупных поставщиков ИБ для госсектора, реализует для него также сетевые, программные, инфраструктурные и сервисные проекты. В 2021 году обновлён Центр управления сетями Вологодской областной энергетической компании (ВОЭК). В 2020 году создана ИТ-инфраструктура для автоматизированной информационной системы (АИС) ОСАГО. В 2019 году разработана система мониторинга эффективности организации для Счётной палаты РФ.
С 2016 года «Инфосистемы Джет» — инфраструктурный партнёр НСПК, оператора национальной платёжной системы «Мир», обеспечивающий также обработку операций по международным банковским картам внутри России.
В 2016 году большая часть ИТ-сервисов «Лето Банка» (в настоящее время — Почта Банк) отдана на аутсорсинг «Инфосистемам Джет».
В 2017 году компанией «Инфосистемы Джет» было построено ядро сети MVNO «Тинькофф Мобайл».
В 2018 году компания разработала для сети «Рив Гош» обучаемую систему предсказания поведения покупателей на базе Machine Learning (ML).
В 2020 году компания запустила Wi-Fi-сеть в столичном аэропорту Домодедово.
По итогам 2020 года Инфосистемы Джет поднялись до 3-го места в рейтинге крупнейших поставщиков ИТ для промышленных предприятий России.
С 2021 года компания сопровождает проекты создания гибридных и мультиоблачных ИТ-инфраструктур на платформе Yandex.Cloud, включая размещение нагрузок. Кроме того, объявлено сотрудничество с Mail.ru Cloud Solutions. В том же году компания спроектировала и внедрила дата-центр для онлайн-магазина «Утконос» и стала оператором Цифровой лаборатории для Министерства труда (в проекте также участвуют фонд «Сколково» и компания Smarta).
В октябре 2021 года SberCloud вместе с «Инфосистемы Джет» вышли на рынок контейнерных технологий с услугой Managed OpenShift (подобную услугу уже предоставляют Microsoft Azure и Amazon Web Services). Команда «Инфосистемы Джет» отвечает за архитектуру решения, создание подсистем и IT-сопровождение.
В ноябре 2021 года «ВымпелКом» преобразовал систему мониторинга ИТ-инфраструктуры. «Инфосистемы Джет» реализовали проект на основе открытого ПО.
В 2022 году компания предложила замену решений SAS, объявившей об уходе из России и расторжении договоров с клиентами.

## География
Центральный офис расположен в Москве. Региональные офисы — во Владивостоке, Екатеринбурге, Краснодаре, Самаре, Нижнем Новгороде и Санкт-Петербурге. Представительства открыты в Казахстане (Алматы) и Узбекистане (Ташкент).

## Руководство
- Владимир Елисеев[9] — генеральный директор
- Андрей Самойлов[34] — заместитель генерального директора, коммерческий директор
- Юлия Кошкина[35] — директор технического центра
- Ольга Ковардакова[36] — директор по работе с персоналом

## Интересные факты
В 2017 году «Инфосистемы Джет» защитились от претензий ФСБ на общую сумму 300 млн руб.
В 2018 году «Ростелеком» купил российскую компанию Solar Security, созданную, по данным РБК, акционерами «Инфосистемы Джет». Сумма сделки составила 1,5 млрд руб. Solar Security занимается разработкой ПО для ИБ — например, создаёт системы предотвращения утечек данных и сканеры проверки мобильных приложений на уязвимости. Выручка компании за 2016 год составила 361 млн руб., чистая прибыль — 22,7 млн руб.
В 2021 году HeadHunter и «Инфосистемы Джет» выяснили готовность россиян доверить свою биометрию работодателю. По данным исследования, лишь 8% сотрудников согласились бы передать свои данные без дополнительных условий.
В ноябре 2021 года «Инфосистемы Джет» попали в рейтинг крупнейших российских компаний РБК 500.
В марте 2022 года со ссылкой на «Инфосистемы Джет» «Коммерсант» сообщил о том, что в Google Play Market появилось мошенническое приложение «Россграм» (отечественный аналог Instagram), мимикрирующее под официальное, которое установили более 100 тыс. раз.